# Lubitielskaja futbolnaja liga
Rosyjska Liga Amatorska  (ros. Любительская футбольная лига (ЛФЛ), Первенство России по футболу среди любительских футбольных клубов (ЛФК)) – czwarty poziom rozgrywek piłki nożnej mężczyzn w Rosji (w latach 1994–1997 piąty poziom). Liga Amatorska jest rozgrywana na poziomie regionalnym. Zespoły są podzielone na 10 grup:
- grupa 1 – Daleki Wschód,
- grupa 2 – Syberia,
- grupa 3 – Ural,
- grupa 4 – Północny Zachód,
- grupa 5 – Moskwa,
- grupa 6 – Obwód moskiewski,
- grupa 7 – „Zołotoje kolco”,
- grupa 8 – Czarnoziemie,
- grupa 9 – Nadwołżańska,
- grupa 10 – Południowy Okręg Federalny.

Zmagania w jej ramach toczą się cyklicznie (co sezon) systemem kołowym „wiosna–jesień” i przeznaczone są dla rosyjskich amatorskich klubów piłkarskich, grających w mistrzostwach obwodowych. Zwycięzcy każdej z grup w turnieju finałowym walczą o miejsca, które dają awans do Drugiej Dywizji.
Zarządzana przez – działające w imieniu Rosyjskiego Związku Piłki Nożnej – Stowarzyszenie Rosyjskiej Amatorskiej Ligi Piłki Nożnej.